# プルトニウムの同素体
| 相               | 結晶構造 | 密度 (g/cm3) |
| ---------------- | -------- | ------------ |
| alpha (α)        | 単純単斜 | 19.86        |
| beta (β)         | 体心単斜 | 17.70        |
| gamma (γ)        | 面心直方 | 17.14        |
| delta (δ)        | 面心立方 | 15.92        |
| delta prime (δ′) | 体心正方 | 16.00        |
| epsilon (ε)      | 体心立方 | 16.51        |

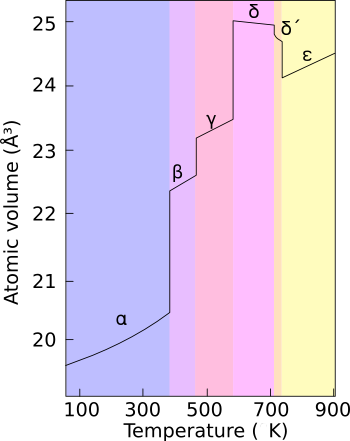
常圧下におけるプルトニウムの同素体。原子の体積は立方オングストローム。

プルトニウムにはさまざまな同素体があり、室温でも転移する。 結晶構造や密度は同素体間で大きく異なっており、たとえばα相とδ相では密度の差が25%以上もある。

## 概要
プルトニウムは通常6種類（α、β、γ、δ、δ′、ε）、高温下の限られた圧力範囲で生じるζ相を含めて7種類の同素体を持つ。これらの同素体は、ほぼ同程度の内部エネルギー を持ちながら密度や結晶構造は大きく異なっている。このため、プルトニウムは温度や圧力、周辺の化学種に非常に敏感に反応して相転移を起こし、体積が劇的に変化する。他の多くの元素とは異なり、プルトニウムは融解により密度が2.5%も増加し、さらに温度上昇に比例して密度が下がっていく。同素体の密度は15.92g/cm3から19.86g/cm3まで変化する。

## プルトニウムの加工
多くの同素体を持ち、しかも容易に相変化を起こすことから、プルトニウムの加工は非常に困難である。例えば、純粋なプルトニウムは室温ではα相をとり、鋳鉄と同程度の加工性を持つが、加工によるわずかな温度上昇でβ相に転移してしまう。このような複雑な相図となる理由は完全には解明されておらず、最近の研究では相転移を正確に再現するコンピュータモデルの構築が目指されている。α相は対称性の低い単斜晶構造をとるため、割れやすく導電性や強度、圧縮性に乏しい。

## 安定化
δ相は通常は310℃-452℃の範囲で生じるが、少量のガリウムやアルミニウムまたはセリウムを加えた合金とすることで室温でも安定となり、加工性が高まり溶接もできることから核兵器に利用される。δ相では金属的な性質が強まり、アルミニウムに近い強度と展延性を持つようになる。核分裂兵器において、衝撃波 を用いてプルトニウムピットを爆縮するとδ相からより高密度のα相への相転移が起こるため、超臨界状態の実現が容易になる。最も一般的なδ相安定化合金はプルトニウム-ガリウム合金である。
ガリウム、アルミニウム、アメリシウム、スカンジウム、セリウムは室温におけるδ相の安定化に寄与する。ケイ素やインジウム、 亜鉛、ジルコニウムは急冷することでδ相を準安定状態にすることができる。多量のハフニウムやホルミウム、タリウムもδ相の保持作用がある。ネプツニウムは高温でα相を安定化させる唯一の元素である。チタンやハフニウム、ジルコニウムは急冷することで室温下でβ相を安定化させることができる。

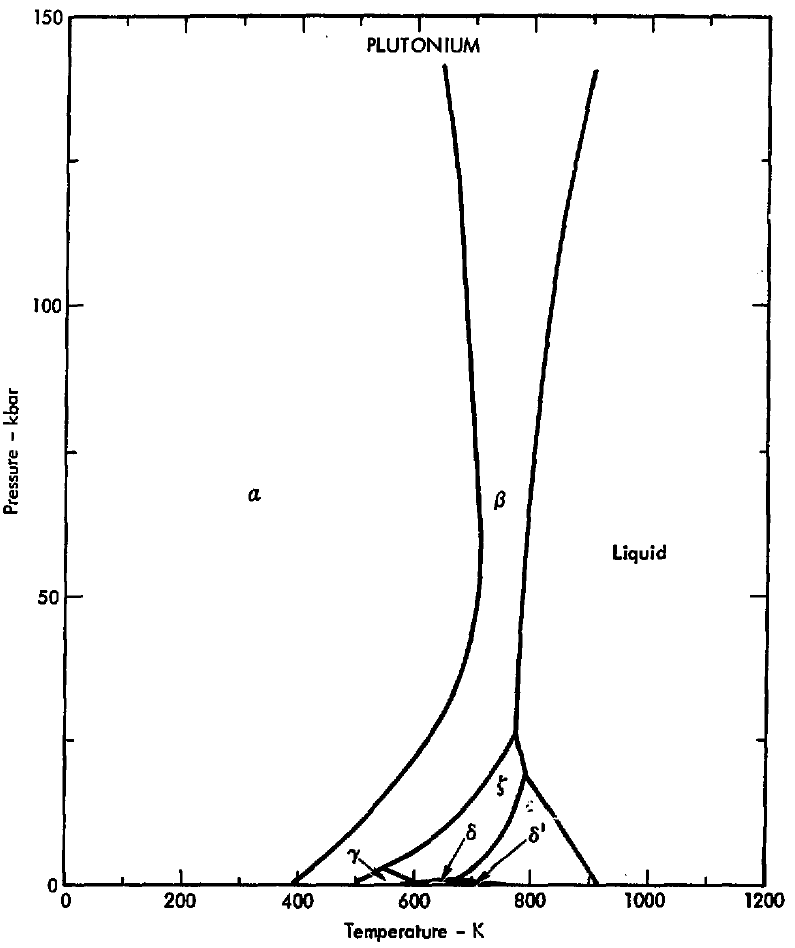
プルトニウムの相図（1975年）

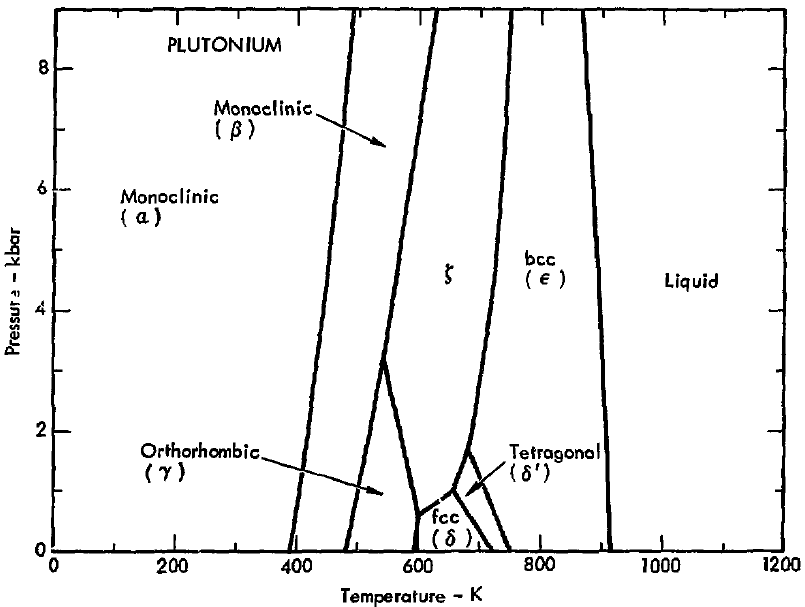
低圧条件における相図